# Perlachturmlauf

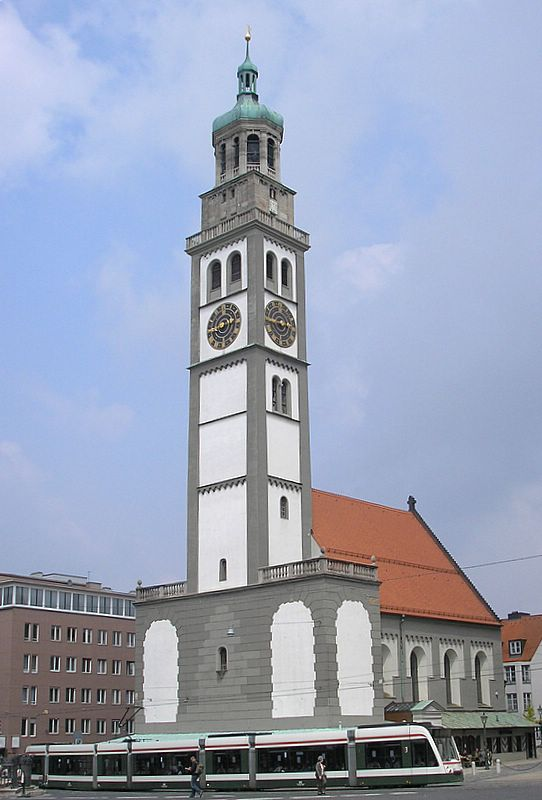
Der Perlachturm mit der Kirche St. Peter

Der Perlachturmlauf ist das älteste Sprintrennen und zugleich auch der am häufigsten ausgetragene und bekannteste Treppenlauf in Deutschland. Er findet jedes Jahr am 3. Oktober am Perlachturm im Zentrum Augsburgs statt. Seit 2017 pausiert der Treppenlauf, da der Perlachturm saniert wird. 

## Geschichte
Die Idee zum Perlachturmlauf kam dem Geographie-Lehrer Hermann Volkmann im Jahre 1989 anlässlich des 1000. Geburtstages des ursprünglichen Perlachturms. Seither wird jährlich am 3. Oktober ermittelt, wer das sechsthöchste Gebäude Augsburgs am schnellsten erstürmen kann. Für die Organisation verantwortlich zeigt sich seither die TG Viktoria Augsburg.

## Technische Daten
Die Treppe des eigentlichen Perlachturms hat 258 Stufen. Da der Wettkampf aber ein paar Meter vor dem Turm gestartet wird, müssen drei weitere Stufen dazu gezählt werden. Somit haben die Athleten 261 Stufen zu bewältigen. Der Turm hat eine Höhe von 70 Metern, die Aussichtsplattform als das Ziel ist nach etwa 60 Höhenmetern erreicht. Das vorhandene Seitengeländer kann zur Unterstützung genutzt werden. Die Sportler starten einzeln alle zwei Minuten.

## Streckenrekorde
- Frauen: 64,05 Sekunden (Kerstin Harbich, 2001)
- Männer: 47,28 Sekunden (Roland Wegner, 2005)

## Bisherige Gesamtsieger
- 1989: Markus Frey, 59,39 Sekunden
- 1990: Alexander Rampf, 52,14 Sekunden
- 1991: Toni Guhm, 53,4 Sekunden
- 1992: Alexander Rampf, 52,39 Sekunden
- 1993: Wilfried Hegen, 53,31 Sekunden
- 1994: Alexander Rampf, 53,11 Sekunden
- 1995: Alexander Rampf, 51,09 Sekunden
- 1996: Thomas Janota, 48,26 Sekunden (Deutscher Meister 400 m Hürden, A-Jugend, 1996)
- 1997: Andreas König, 54,36 Sekunden
- 1998: Thomas Janota, 49,22 Sekunden
- 1999: Peter Matzek, 55,01 Sekunden
- 2000: Charly Müller, 51,72 Sekunden
- 2001: Charly Müller, 53,39 Sekunden
- 2002: Roland Wegner, 55,39 Sekunden
- 2003: Roland Wegner, 51,39 Sekunden
- 2004: Roland Wegner, 48,81 Sekunden
- 2005: Roland Wegner, 47,28 Sekunden
- 2006: Roland Wegner, 48,86 Sekunden (Weltmeister 100 m rückwärts, 2006)
- 2007: Andreas Gorol, 50,00 Sekunden
- 2008: Roland Wegner, 49,29 Sekunden
- 2009: Roland Wegner, 47,86 Sekunden
- 2010: Roland Wegner, 51,91 Sekunden
- 2011: Roland Wegner, 50,01 Sekunden
- 2012: Roland Wegner, 51,68 Sekunden (Deutscher Meister 400 m, AK 35, 2012)
- 2013: Philipp Eichner, 52,17 Sekunden
- 2014: Philipp Eichner, 51,11 Sekunden
- 2015: Thomas Franz, 53,81 Sekunden
- 2016: Thomas Franz, 53,79 Sekunden